# Dalsjöfors
Dalsjöfors is een plaats in de gemeente Borås in het landschap Västergötland en de provincie Västra Götalands län in Zweden. De plaats heeft 3344 inwoners (2005) en een oppervlakte van 286 hectare.

## Verkeer en vervoer
Bij de plaats loopt de Riksväg 40.